# Daniel Rooseboom de Vries
Daniël Rooseboom de Vries (Gorinchem, 12 augustus 1980) is een Nederlandse freestyle voetballer (balkunstenaar).
Rooseboom komt oorspronkelijk uit Gorinchem maar sinds een aantal jaar reist hij de hele wereld over om zijn voetbalkunsten aan de wereld te tonen. Tevens woont hij de helft van het jaar in Stockholm, Zweden. In 1995 begon Daniel, na het zien van het televisieprogramma Die 2: Nieuwe Koeien van Harry Vermeegen en Henk Spaan met het eindeloos oefenen met de bal. Geïnspireerd door baltovenaars als Diego Maradona en Peter Hoekstra heeft hij zijn hele leven gewijd aan het jongleren met een voetbal.
Daniel is de huidige Nederlands kampioen freestyle voetbal (Street Style) en vertegenwoordigt Nederland al jaren bij internationale freestyle voetbalcompetities. Zo is hij onder andere 3e geworden op het Europees kampioenschap freestyle in 2008 en heeft hij tweemaal de laatste 8 bereikt tijdens het wereldkampioenschap freestyle voetbal (2008 en 2010).